# Turbo (film)
Turbo är en amerikansk datoranimerad film. Den hade biopremiär i USA den 17 juli 2013.
Filmen handlar om snigeln Theo vars högsta dröm är att bli racerförare. Efter en olycka blir han supersnabb, byter namn till Turbo, och bestämmer sig för att få tävla mot andra racerförare.

## Engelska röster
- Ryan Reynolds - Turbo
- Paul Giamatti - Chet
- Ben Schwartz - Sladdis
- Samuel L. Jackson - Whiplash
- Snoop Dogg - Glidarn
- Michael Peña - Tito
- Michael Patrick Bell - Vita Skuggan
- Maya Rudolph - Flamman
- Bill Hader - Guy Gagné
- Michelle Rodriguez - Paz
- Luis Guzmán - Angelo
- Ken Jeong - Kim Ly
- Richard Jenkins - Bobby

## Svenska röster
- Jesper Adefelt - Turbo
- Jan Modin - Chet
- Nassim Al Fakir - Sladdis
- Ison Glasgow - Whiplash
- Petter - Glidarn
- Francisco Sobrado - Tito
- Johan Jern - Vita Skuggan
- Kayo Shekoni - Flamman
- Figge Norling - Guy Gagné
- Malin Arvidsson - Paz
- Pablo Cepeda - Angelo
- Anders Öjebo - Kim Ly
- Johan H:son Kjellgren - Bobby

### Fotnoter
1. ↑  ”Turbo” (på engelska). Box Office Mojo. 17 juli 2013. http://www.boxofficemojo.com/movies/?id=turbo.htm. Läst 15 oktober 2016.